# Lewicka Góra
Lewicka Góra – wzniesienie o wysokości 36 m n.p.m. na Równinie Gryfickiej, położone w woj. zachodniopomorskim, w gminie Trzebiatów, między wsią Lewice a wsią Gąbin.
Nazwę Lewicka Góra wprowadzono urzędowo rozporządzeniem w 1949 roku, zastępując poprzednią niemiecką nazwę Schnur Berg.

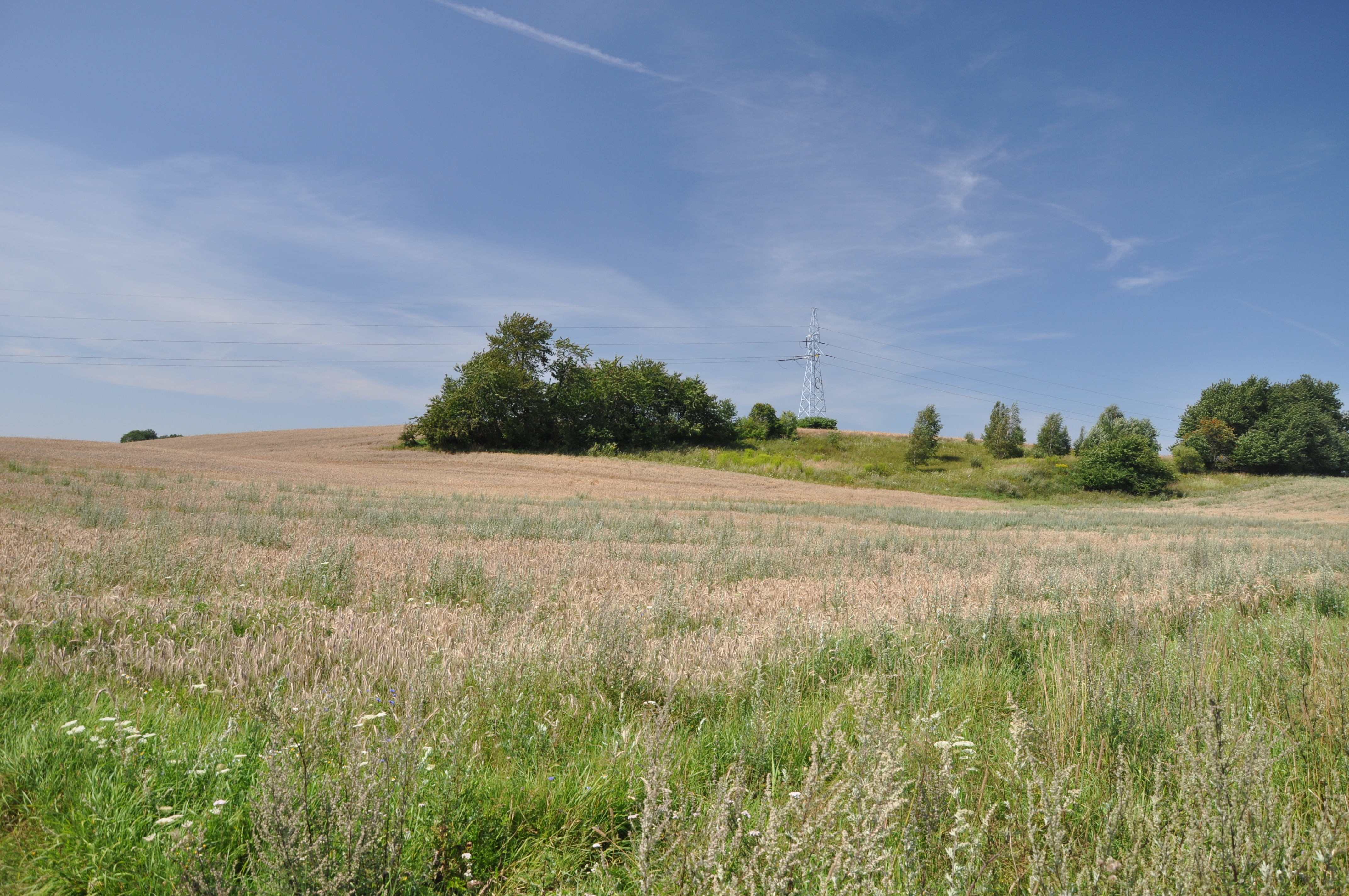
Wzniesienie od południowego wschodu